# 阿德里安·伯德
阿德里安·彼得·伯德爵士（1947年7月3日—），英国遗传学家，爱丁堡大学布坎南遺傳學講座教授及惠康細胞生物學研究中心研究員。伯德的研究集中於理解DNA甲基化和CpG岛在基因调控中的作用。他的團隊率先發現了CpG島以及MECP2蛋白，其後延伸至DNA甲基化與蕾特氏症的關聯。2005年，伯德獲授予大英帝國司令勳章，後再於2014年成為下級勳位爵士。2016年，他获得邵逸夫生命科學與醫學獎。

## 早年生活與教育
伯德於英格蘭和夫咸頓出生，但在基德明斯特長大。他曾在聖安波羅修天主教小學和已不存在的哈特爾伯里伊莉莎白一世文法學校就讀。
伯德對生物學的興趣並非源於學校課程，而是他在電視上觀看的一系列由約翰·梅納德·史密斯、馬克斯·佩魯茨、阿什·科納和弗朗西斯·克里克主講的節目。當時正值1962年，諾貝爾化學獎和生理學或醫學獎分別頒予發現DNA和珠蛋白結構的科學家。他因此入讀薩塞克斯大學生物科學學院的生物化學課程，並於1968年畢業。
在薩塞克斯大學上遺傳學課時，他得悉麥斯·比恩施迪爾在愛丁堡大學有關基因的研究，決定前往愛丁堡大學攻讀博士，研究非洲爪蟾卵子的基因的倍增，並於1971年得到博士學位。

## 職業生涯
伯德獲得博士學位後，轉往耶魯大學，跟隨约瑟夫·G·加尔當博士後研究員，繼續研究基因倍增，接著再往蘇黎世大學從事博士後研究，第二度跟隨麥斯·比恩施迪爾。1975年，他回到愛丁堡，加入英國醫學研究委員會哺乳類基因組研究小組。1987年，他成為維也納分子病理學研究所的高級科學家，直至1990年他返回愛丁堡大學任布坎南遺傳學講座教授為止。由1999至2011年，他擔任惠康細胞生物學研究中心主任。2000年，伯德成為惠康基金會理事會成員，並於2010年完成任期，期間在2007至2010年任基金會副主席。他亦曾擔任英國癌症研究基金會信託人之一以及惠康桑格研究所附屬研究員。現時，他是弗朗西斯·克里克研究所科學顧問委員會主席、英國癌症研究基金會「重大挑戰撥款計劃」顧問委員會成員和蕾特氏症研究基金會信託人暨科學顧問。